# Saint Elmo Brady
Saint Elmo Brady (n. 22 decembrie 1884, Kentucky, SUA – d. 25 decembrie 1966, Washington, D.C., District of Columbia, SUA) a fost primul afro-american care a obținut un doctorat în chimie în Statele Unite ale Americii. Și-a luat doctoratul la Universitatea Illinois în 1916.

## Tinerețe și educație
Saint Elmo Brady s-a născut pe 22 decembrie 1884 în Louisville, Kentucky. Foarte influențat de Thomas W. Talley, un pionier în predarea științei, Brady și-a luat diploma de licență de la Universitatea Fisk în 1908 la vârsta de 24 de ani și a început imediat să predea la Universitatea Tuskegee din Alabama. De asemenea, Brady a avut o relație strânsă cu Booker T. Washington și George Washington Carver, care i-au fost mentori. În 1912, fiind angajat la Universitatea Tuskegee, i s-a oferit o bursă la Universitatea din Illinois pentru a-și începe studiile postuniversitare. Saint Elmo Brady a fost membru al organizației Alpha Phi Alpha.
Brady a publicat trei rezumate științifice în revista „Science” între 1914-1915 despre munca sa cu profesorul Clarence Derick. De asemenea, a colaborat cu profesorul George Beal la o lucrare publicată în Revista de Inginerie Chimică și Industrială intitulată „Metoda clorhidratului pentru determinarea alcaloizilor”. Profesorul Brady a scris, de asemenea, trei monografii despre chimia gospodăriei pentru fete.
Brady a absolvit un masterat în chimie în 1914 și și-a scris teza de doctorat la Laboratorul Noyes sub conducerea lui Derick, terminându-și disertația în 1916, intitulată „Atomul de oxigen divalent”.
Mulți ani mai târziu, el le-a spus studenților săi că, atunci când a mers la să își facă doctoratul, „a început cu 20 de albi și un negru și a încheiat în 1916 cu șase albi și un negru”.

## Moștenire
Brady a fost primul afro-american care a primit un doctorat în chimie în Statele Unite ale Americii, de la Universitatea din Illinois în 1916. 
În timpul petrecut în Illinois, Brady a devenit primul afro-american admis în societatea onorifică de chimie a universității, Phi Lambda Upsilon, (1914) și a fost unul dintre primii afro-americani care au fost incluși în Sigma Xi, societatea onorifică de știință (1915).
În noiembrie 1916, The Crisis – revista lunară a Asociației americane pentru drepturile persoanelor de culoare (NAACP) – l-a ales pe Brady pentru drept „Omul lunii”.
După absolvirea studiilor postuniversitare, Brady a predat la Universitatea Tuskegee din 1916 până în 1920. Brady a acceptat o funcție didactică la Universitatea Howard din Washington, D.C. în 1920 și a devenit în cele din urmă președintele Departamentului de Chimie al Universității Howard. În 1927 s-a mutat la Universitatea Fisk pentru a conduce secția de chimie a școlii. A rămas la Fisk 25 de ani până când s-a pensionat în 1952. În timp ce ocupa funcția de președinte al departamentului de chimie la Universitatea Fisk, Brady a fondat primul program de studii postuniversitare vreodată la o universitate pentru negrii. După pensionarea sa de la Fisk, a predat la Tougaloo College din Jackson, Mississippi.
Moștenirea lui Brady reprezintă înființarea de numeroase programe de studii de licență și postuniversitare și strângeri de fonduri pentru patru universități pentru negri. Împreună cu alți profesori de la Universitatea din Illinois, acesta a creat un program de vară pentru spectroscopie în infraroșu, care a fost deschis tuturor studenților din toate universitățile.
Sala Talley-Brady din campusul universității Fisk poartă numele lui Brady și al unui alt absolvent al universității Fisk, Thomas Talley⁠(d).

## Viața personală și moartea
Brady s-a căsătorit cu Myrtle Travers și au avut doi fii, Robert și Saint Elmo Brady Junior, care a lucrat ca medic.
Saint Elmo Brady a murit pe 25 decembrie 1966 în Washington, D.C..